# Ban Khout-Hout
Ban Khout-Hout – wieś położona w południowo-wschodnim Laosie, w prowincji Attapu, w dystrykcie Sanamxay.